# Bob Sohl
Bob Sohl (York, 28 de marzo de 1928-Highland Beach, 8 de abril de 2001) fue un nadador estadounidense especializado en pruebas de estilo braza, donde consiguió ser medallista de bronce olímpico en 1948 en los 200 metros.

## Carrera deportiva
En los Juegos Olímpicos de Londres 1948 ganó la medalla de bronce en los 200 metros braza, con un tiempo de 2:43.9 segundos, tras sus compatriotas Joe Verdeur (oro con 2:39.3 segundos que fue récord olímpico) y Keith Carter.